# Conrod-Kraftwerk
Das Conrod-Kraftwerk ist ein stillgelegtes Wasserkraftwerk am Hohenwarte-Stausee in der Nähe von Ziegenrück im Thüringer Schiefergebirge, Thüringen. Es ist nach dem Conrodberg benannt, den die Saale in einer 5,5 km langen Schleife umfließt und an dessen Westseite das Kraftwerk liegt. Die Anlage ist ein Industriedenkmal und als ältestes im Original erhaltenes Wasserkraftwerk an der Saale ein bedeutendes technisches Denkmal.

## Bau des Kraftwerks
Das Conrod-Kraftwerk wurde ab 1918 geplant und 1920–1922 ausgeführt. Bauherr war das Jenaer Unternehmen Carl Zeiss; die Planung erfolgte in dessen Hydrotechnischen Büro (für Projektierung und Bau von Talsperren und Wasserkraftanlagen), das 1917 durch den Wissenschaftler und Zeiss-Manager Rudolf Straubel gegründet worden war.
Der Ausbruch des Druckstollens erfolgte ab September 1920, der Durchschlag erfolgte am 8. Mai 1921.
Da keine Straße zum Bauplatz des Kraftwerkgebäudes existierte, wurden sämtliche Baumaschinen, Baustoffe und Geräte für das Kraftwerksgebäude durch den Druckstollen transportiert. Zu diesem Zweck wurde auf dem Grund des Stollens ein normalspuriges Eisenbahngleis einbetoniert.
Die Inbetriebnahme des Kraftwerks erfolgte in zwei Schritten 1922 und 1923.

## Technische Ausstattung
Vom Einlaufbauwerk nahe Ziegenrück führte ein 640 m langer und 20 m³/s fassender Druckstollen das Wasser durch den Conrodberg in ost-westlicher Richtung zum Kraftwerk. Es wurde am Hang des Berges errichtet, um dem Einstau der seinerzeit bereits geplanten Hohenwarte-Talsperre so weit als möglich zu entgehen.
Im Kraftwerksgebäude strömte das Wasser durch einen ca. 16 m tiefen Schacht, auf dessen Grund sich drei Francis-Schachtturbinen befanden. Über lange senkrechte Wellen waren die Turbinen mit den Synchrongeneratoren im Kraftwerksgebäude verbunden.

### Technische Daten der Maschinensätze
| Maschinensatz | Hersteller der Turbine | Nenndurchfluss | Hersteller des Generators | Generatorspannung | Leistung |
| ------------- | ---------------------- | -------------- | ------------------------- | ----------------- | -------- |
| 1 und 2       | Escher Wyss AG         | 7,7 m³/s       | Brown, Boveri & Cie.      | 10 kV             | 1320 PS  |
| 3             | Escher Wyss AG         | 4,7 m³/s       | Sachsenwerk               | 10 kV             | 815 PS   |

Die Gesamtleistung des Kraftwerks betrug 3455 PS (2,5 MW). Der im Kraftwerk erzeugte Strom wurde über eine 50-kV-Freileitung nach Jena transportiert und dort vor allem zur Glasschmelze verwendet.

## Umsetzung der Maschine 1 und Stilllegung des Kraftwerks
Die Fertigstellung der Hohenwarte-Talsperre im Jahr 1941 und der daraus resultierende Rückstau der Saale schränkten den Betrieb des Kraftwerks entgegen der ursprünglichen Planung zusehends ein. Im Jahr 1946 stand das Kraftwerk vier Monate still, im Jahr 1948 waren es bereits acht Monate.
Im gleichen Jahr fasste der VEB Carl Zeiss den Beschluss, den Maschinensatz 1 des Conrod-Kraftwerks ins Kraftwerk Wisenta umzusetzen und dort als Gruppe B zu montieren. Für diese Gruppe waren beim Ausbau des Kraftwerks 1938/1939 zwar die Fundamente erstellt worden, jedoch hatten aufgrund des Zweiten Weltkrieges keine Maschinen mehr geliefert werden können. Die Umsetzung des Maschinensatzes 1 wurde Ende des Jahres 1948 durchgeführt.
Die Stillstands-Situation des Conrod-Kraftwerks verschärfte sich weiter, so dass das Kraftwerk am 24. September 1956 erstmals auf längere Zeit stillgelegt wurde. Am 1. Februar 1960 erfolgte die dauerhafte Außerbetriebsetzung und danach der Ausbau der Stromerzeugungs-Anlagen.
Am 1. Juni 1964 wurden die Grundstücke durch den Rat des Kreises Pößneck an den VEB Schokoladenfabrik Berggold, heute Schokoladenwerk Berggold, veräußert, der das Kraftwerk als Ferienobjekt nutzte.
Seit den 1990er Jahren ist es in Privatbesitz und kann nicht besichtigt werden.